# フリーソフトウェアと自由な社会
『フリーソフトウェアと自由な社会 ―Richard M. Stallmanエッセイ集 』（英: Free Software, Free Society: Selected Essays of Richard M. Stallman）は、リチャード・ストールマンの著作集である。ほとんどはエッセイであるが、記事、インタビュー、スピーチの記録も含まれる。本書では、GNUプロジェクトとフリーソフトウェア財団の歴史と発展を紹介するとともに、自由ソフトウェア運動に対する著者の哲学的立場を説明する。さらに、ソフトウェア倫理や著作権法、特許法、コンピュータソフトウェアに関わるビジネス慣行などのトピックも取り上げる。ストールマンは、プロプライエタリソフトウェアによって生み出される社会問題に対する解決策として、自由ソフトウェアライセンス（主にGPL）を提案している。
序文はハーバード・ロー・スクールの教授ローレンス・レッシグによって書かれた。
この本はオンラインで入手可能であり、全集を逐語的に（変更せずに）コピーおよび配布できるが、各エッセイはクリエイティブ・コモンズ CC BY-ND 4.0でライセンスされている。
GNU Pressから3版（2002年、2010年、2015年）が出版され、それぞれの版にはオリジナルのエッセイの更新版と、現代の新たな問題に関する新しい作品が収録されている。

### 原文
- 1st edition pdf download from gnu.org
- 2nd edition pdf download from gnu.org
- 2nd edition in e-reader-compatible formats (epub, mobi, xhtml)
- 2nd edition Russian version on Github with TeX-sources (pdf, epub, fb2)
- 3rd edition pdf download from gnu.org
- 3rd edition in e-reader-compatible formats (epub, mobi)
- 3rd edition on FSF webshop
- 3rd edition TeX source code from gnu.org
- 3rd edition Chinese version Online and its source code by Beijing GNU/Linux User Group

### 日本語訳
- HTML
- PDF